# Бофор (герцогство)
Сеньория, затем графство и герцогство Бофор (фр. duché de Beaufort) — феодальное владение в Шампани с центром в городе Бофор.

## История

### Сеньория
С середины X века сеньория Бофор принадлежала роду де Бруа. По браку Фелисите де Бруа, дочери Симона де Бруа, сеньора де Бофор, с графом Гуго II де Ретелем (1191) это владение перешло в Ретельский дом. Внук Гуго Манассия V в 1270 году продал Бофор Бланке д’Артуа, жене Генриха III Шампанского. Она вышла вторым браком за Эдмунда Ланкастера, и оставила Бофор в наследство своему третьему сыну Джону Ланкастеру. Тот умер в 1317, не оставив детей.
В феврале 1357 дофин Карл передал сеньорию Луи д'Эврё, графу д'Этампу. В 1361 году она вернулась в дом Ланкастеров благодаря браку Джона Гонта с Бланкой Ланкастерской, внучатой племянницей Джона Ланкастера. Дети Джона Гонта от Екатерины Суинфорд были легитимированы под именем Бофоров, происходящим от названия баронии в Шампани.
В 1369 году Карл V вероломством завладел неприступным замком Бофор — островком английской власти в сердце Шампани, и отобрал у Джона Гонта эту сеньорию, передав её в пожизненное владение своему камергеру графу Жану II де Танкарвилю, виконту де Мелёну. Тот умер в 1382, и Карл VI 16 марта 1382 пожаловал Бофор своему дяде Филиппу II Храброму, также в пожизненное владение.
После смерти герцога Бургундского король 9 июня 1404 создал для Карла III Наваррского герцогство Немурское, включавшее в свой состав Бофор. Часть Бофора осталась при этом под властью Екатерины Бургундской, герцогини Австрийской, дочери Филиппа II. После смерти Карла III в 1425 герцогство Немурское вернулось к французской короне, став предметом длительного спора между Францией, Бланкой Наваррской и её сестрой Беатрисой.
Бофором некоторое время владел граф Карл IV дю Мен, передавший его в 1462 своему зятю Жаку д'Арманьяку, герцогу Немурскому.

### Графство
После казни Арманьяка Людовик XI жалованной грамотой, данной в Аррасе в сентябре 1477, но зарегистрированной парламентом только 17 июля 1479, передал графство Бофор Тьерри III де Ленонкуру, после смерти которого в 1483 это владение вернулось к короне. В 1484 оно было передано в состав герцогства Немурского, возвращенного Жану д'Арманьяку. После гибели Луи д'Арманьяка в битве при Чериньоле в 1503, графством некоторое время владел Пьер де Роган-Жье, но уже в 1504 оно снова отошло к короне.
В ноябре 1507 Людовик XII жалованной грамотой, данной в Блуа и зарегистрированной парламентом 14 января 1508 года, передал Гастону де Фуа, герцогу Немурскому, графство Бофор и еще несколько сеньорий в обмен на виконтство Нарбоннское. С этого времени Бофор стал отдельным от герцогства Немурского владением.
После гибели Гастона в битве при Равенне король жалованной грамотой, данной в Венсенском лесу 20 июля 1513 года и зарегистрированной парламентом 4 августа, передал Бофор вместе с другими землями Жермене де Фуа, королеве Арагонской. Франциск I жалованной грамотой, данной в Руане 18 августа 1517 (зарегистрирована 14.02.1518), позволил ей назначать в эти владения королевских должностных лиц. Жермена де Фуа продала Бофор Гийому де Крою, от которого его унаследовал Филипп II де Крой, но по условиям Камбрейского мира 1529 это владение перешло к сыновьям Оде де Фуа.
После смерти в 1540 Анри де Фуа земли достались его сестре Клод, жене Ги XVII де Лаваля, а затем Шарля де Люксембург-Мартига. Бездетный Люксембург назначил своим наследником Жана IV де Бросса, герцога д'Этампа, но тот 29 июня 1554 уступил графство Франсуа I Клевскому, герцогу Неверскому. При разделе владений последнего Бофор в 1560 достался Жаку Клевскому, умершему в 1564 бездетным. При новом разделе владений между сестрами Жака 1 марта 1566 графство получила Мария Клевская, вышедшая в 1572 за Анри I де Бурбон-Конде. Она умерла в 1574, оставив земли дочери Екатерине де Бурбон. Та умерла незамужней в 1595, и 4 февраля 1596 две её тетки поделили наследство. Графство Бофор и сеньория Жокур перешли к Екатерине Клевской, герцогине де Гиз, которая 6 июля 1597 продала их любовнице Генриха IV Габриели д'Эстре.

### Герцогство
Жалованной грамотой, данной в лагере под Амьеном в июле 1597 (зарегистрирована 10 числа), король возвел графство Бофор и баронию Жокур в ранг герцогства-пэрии для Габриели д'Эстре и Сезара де Вандома, со старшинством в пэрстве непосредственно после герцога де Монморанси.
При разделе 1649 года герцогство досталось второму сыну Сезара Франсуа де Вандому, погибшему при обороне Кандии, и не оставившему наследников. Затем оно перешло к Луи-Жозефу де Вандому, продавшему это владение в 1688 Шарлю-Франсуа-Фредерику I де Монморанси-Люксембургу, принцу де Тенгри.
Жалованной грамотой, данной в Версале в мае 1688 (зарегистрирована 13 июля), Людовик XIV снова возвел Бофор в ранг герцогства (не пэрии), а другой грамотой, данной в Версале в октябре 1689 (зарегистрирована 2.01.1690) повелел переименовать его в Монморанси. Столица герцогства с тех пор также именуется Монморанси-Бофор.
В 1767 герцогство посредством брака перешло в старшую линию дома Монморанси-Фоссё. Последний представитель этого рода в мужском колене умер бездетным в 1862, и титул достался его племяннику Адальберу де Талейрану, герцогу де Талейран-Перигору и Сагану, принявшему имя Монморанси. Его сын Луи де Талейран-Монморанси, седьмой и последний герцог де Бофор, умер бездетным в 1951.

## Сеньоры де Бофор
- Ренар де Ножан
- Изамбар де Ножан (ок. 970 — после 1026/1028)
- Гуго I де Бруа (ок. 1000 — после 1058)
- Бартелеми де Бруа (до 1032 — 1072/1081)
- Гуго II Бардуль (ум. 1110/1121)
- Симон I Бардуль (ок. 1090 — 1137/1140)
- Симон II де Бруа (ок. 1130 — 1187), сеньор де Бофор
- Фелисите де Бруа
- 1191—1227/1228 — Гуго II де Ретель
- 1227/1228—1242 — Гуго III де Ретель
- 1242—1251 — Жан де Ретель
- 1251—1262 — Гоше де Ретель
- 1262—1270 — Манассия V де Ретель
- 1270—1302 — Бланка д’Артуа
- 1302—1317 — Джон Ланкастер
- 1317—1345 — Генри Ланкастер
- 1345—1357? — Генри Гросмонт
- 1357—1362 — Луи д'Эврё
- 1362—1369 — Джон Гонт
- 1369? — 1382 — Жан II де Танкарвиль, виконт де Мелён
- 1382—1404 — Филипп II Смелый
- 1404—1425 — Карл III Благородный
- ? — 1462 — Карл IV дю Мен
- 1462—1477 — Жак д’Арманьяк-Немур

## Графы де Бофор
- 1477—1483 — Тьерри III де Ленонкур
- 1483—1484 — к французской короне
- 1484—1500 — Жан д’Арманьяк-Немур
- 1500—1503 — Луи д’Арманьяк-Немур
- 1503—1504 — Пьер де Роган-Жье
- 1504—1507 — к французской короне
- 1507—1512 — Гастон де Фуа, герцог Немурский
- 1512—1513 — к французской короне
- 1513 — ? — Жермена де Фуа
- ? — 1521 — Гийом де Крой
- 1521—1530 — Филипп II де Крой
- 1530—1540 — Анри де Фуа
- 1540—1549 — Клод де Фуа
- 1540—1547 — Ги XVII де Лаваль
- 1547—1553 — Шарль де Люксембург-Мартиг
- 1553—1554 — Жан IV де Бросс, герцог д'Этамп
- 1554—1560 — Франсуа I Клевский, герцог Неверский
- 1560—1564 — Жак Клевский, герцог Неверский
- 1564—1566 — Екатерина Клевская, Генриетта Клевская и Мария Клевская
- 1566—1574 — Мария Клевская
- 1574—1595 — Екатерина де Бурбон
- 1596—1597 — Екатерина Клевская

## Герцоги де Бофор
- 1597—1599 — Габриель д'Эстре
- 1597—1649 — Сезар де Вандом
- 1649—1669 — Франсуа де Вандом
- 1669—1688 — Луи Жозеф де Вандом

## Герцоги де Бофор-Монморанси
- 1688—1726 — Шарль-Франсуа-Фредерик I де Монморанси-Люксембург
- 1726—1764 — Шарль-Франсуа-Фредерик II де Монморанси-Люксембург
- 1764 — после 1812 — Шарлотта Анна Франсуаза де Монморанси-Люксембург
  - 1767—1799 — Анн-Леон II де Монморанси-Фоссё
- 1799—1846 — Анн-Шарль-Франсуа де Монморанси
- 1846—1862 — Анн-Луи-Рауль-Виктор де Монморанси
- 1864—1915 — Адальбер де Талейран-Перигор
- 1915—1951 — Луи де Талейран-Монморанси